# Exostratum asperum
Exostratum asperum är en bladmossart som beskrevs av L. Ellis 1985. Exostratum asperum ingår i släktet Exostratum och familjen Calymperaceae. Inga underarter finns listade i Catalogue of Life.